# 度假旅館
度假旅館或稱度假酒店（英語：Resort hotel）通常是包含大型豪華設施與全方位服務的住宿空間與設備的度假村酒店。這些旅館可能會吸引商務會議客戶和度假遊客，而不僅是便利住宿的地方。度假旅館可能被稱為主要會議中心旅館、旗艦旅館、勝地旅館或勝地度假村。會議和度假旅館的市場亦是市場分析的主題。

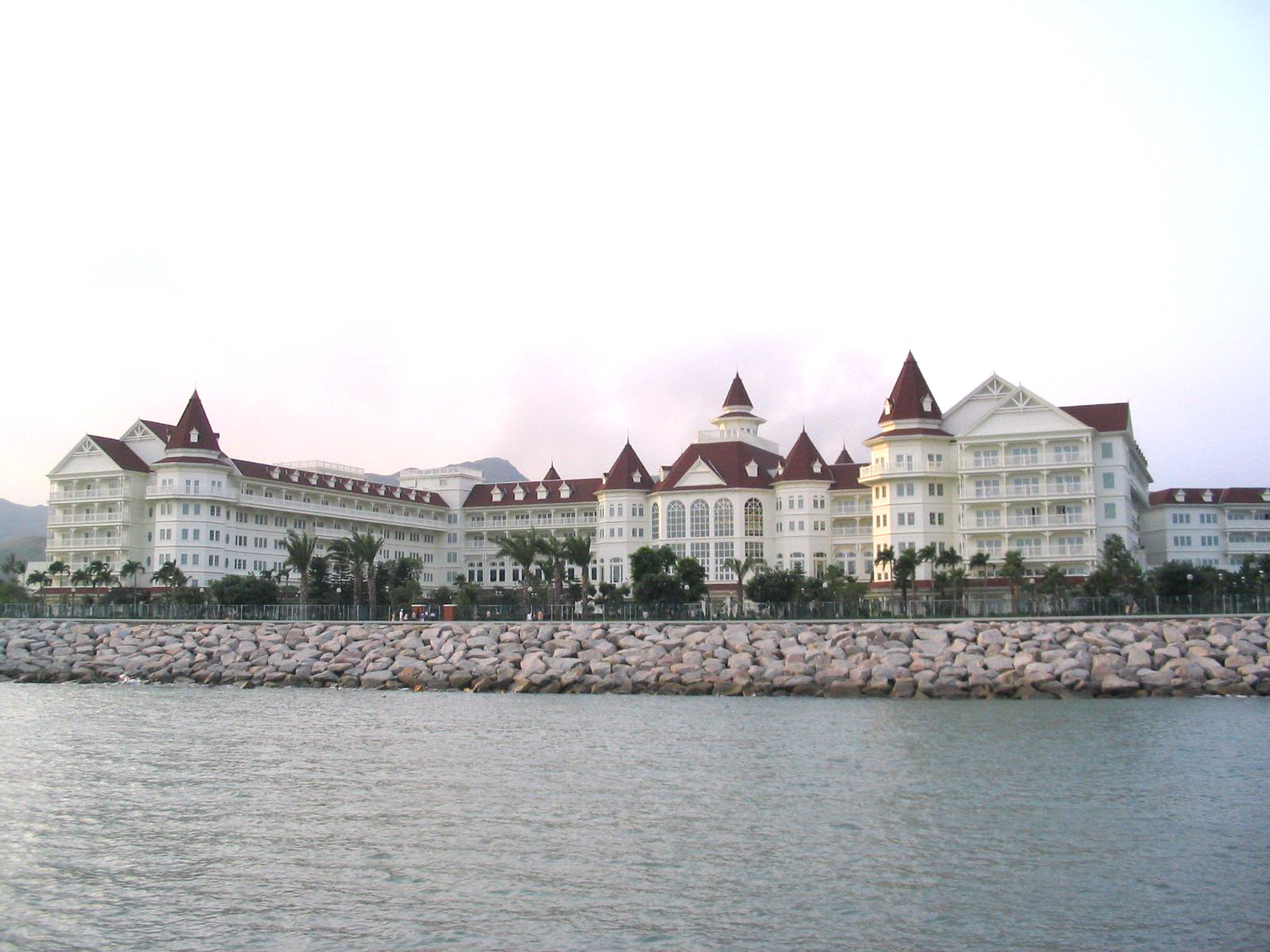
香港迪士尼樂園酒店

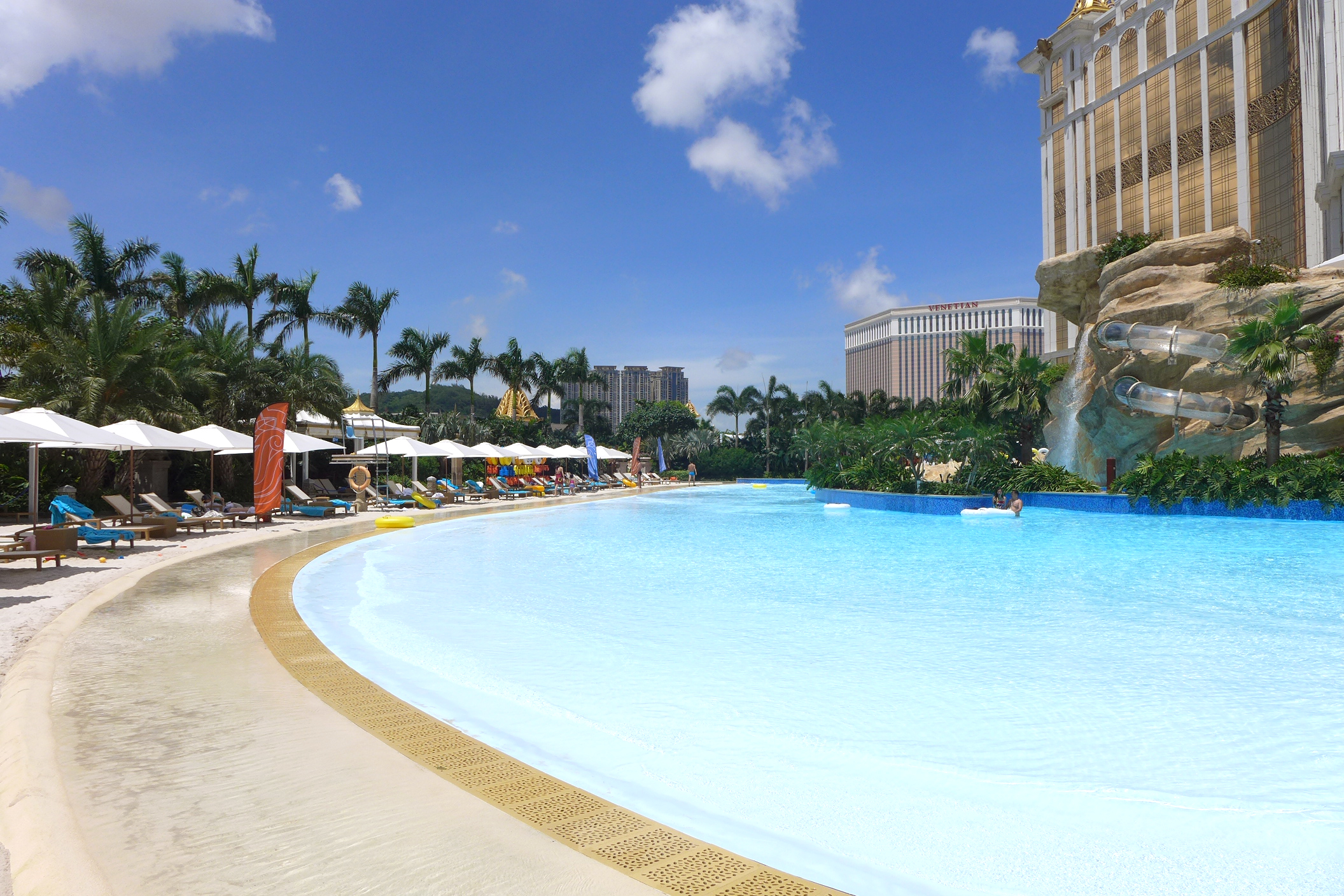
澳門銀河綜合渡假城

旅游胜地的度假旅館可能具有獨特的建築、高檔的住宿、宴會廳、大型會議設施、餐廳和娛樂活動，例如主題公園、賭場、高尔夫场或滑雪场。